# Détective
Détective ist ein französischer Spielfilm von Jean-Luc Godard aus dem Jahr 1985. Der Film löst seine Geschichte nicht auf, dafür erlebt das Publikum ein Labyrinth aus literarischen und filmgeschichtlichen Anspielungen, nicht zuletzt auf die früheren Filme des Regisseurs selbst und auf das Werk von William Shakespeare – Godard hat sich einige Charaktere aus dessen Stück Der Sturm ausgeliehen. Der Film gilt, trotz seiner eigenwilligen Weigerung, seine Handlung aufzulösen, als letzter „konventioneller“ Film Godards.

## Handlung
Der frühere Hoteldetektiv Prospero hat vor etwa zwei Jahren seinen Job verloren, da er nicht herausfinden konnte, wer einen nur „der Prinz“ genannten Hotelgast umgebracht hat. Seitdem wohnt er in dem Hotel, in eben jenem Zimmer, in dem der Mord geschah, und versucht mit seinem Neffen, Inspektor Neveu, und dessen Freundin Arielle den Fall zu lösen. Im Hotel wohnen auch der Boxer Tiger Jones und sein Manager Jim Fox Warner samt ihrer – teils noch jugendlichen attraktiven weiblichen – Entourage. Fox Warner hat sowohl bei der Mafia, vertreten durch einen alten Mafioso, der auch wiederum „le prince“ genannt wird, als auch bei dem Ehepaar Émile und Françoise Chenal Schulden. Françoise, deren Ehe mit Émile brüchig ist, will das Geld eintreiben und hat eine Affaire mit Fox Warner. – Am Ende überschlagen sich die Ereignisse. Angelo, der Buchhalter des Mafioso, erschießt Fox Warner. Inspektor Neveu erschießt – versehentlich – seinen Onkel Prospero. Angelo und Émile Chenal erschießen sich gegenseitig. – Und der Fall? … die Frage: Wer hat damals den Prinzen ermordet? Sie bleibt – bis auf die Vermutung, die der tödlich getroffene Prospero seinem Neffen gerade noch ins Ohr flüstern kann, ein Killer habe einfach die Zimmernummern 999 und 666 verwechselt – ungeklärt.

## Varia
- Der Film spielt und wurde – mit Ausnahme einiger Außenaufnahmen – gedreht im Pariser Hotel Concorde Saint-Lazare.[2]
- Stéphane Ferrara, der Darsteller des Tiger Jones, war vor seiner Karriere als Filmschauspieler selbst Profiboxer gewesen.[3]
- Zweimal gibt es auf Monitoren in den Hotelzimmern Schwarzweiß-Filmausschnitte zu sehen. Sie stammen aus den Filmen La Belle et la Bête von Jean Cocteau und The Lost Squadron mit Erich von Stroheim als „lautstarkem“ Regisseur.
- Bücher sind in Détective allgegenwärtig; eine Auswahl: Im Zimmer Prosperos türmen sich hohe Stapel von Kriminalromanen der Série noire; er selbst, Prospero, rezitiert allein oder zweisprachig gemeinsam mit Arielle aus einer englisch-französischen Ausgabe von Shakespeares The Tempest (Der Sturm); im Aktenkoffer des Flugkapitäns Émile liegt Vol de nuit (Nachtflug) von Antoine de Saint-Exupéry; Émiles Frau, Françoise, kann als Bettlektüre gleich unter mehreren Büchern wählen, darunter auch André Gides L’école des femmes (Die Schule der Frauen); Tiger Jones liest Humiliés et offensés (Erniedrigte und Beleidigte) von Fjodor Dostojewski; der alte Mafioso liest die Gespräche von Marcelle Padovani mit Leonardo Sciascia: La Sicile comme metaphore; Jim Fox Warner hat stets Joseph Conrads Lord Jim griffbereit in der Sackotasche, aber, so sagt er, immer wenn er es aufschlage, komme irgendjemand daher und hindere ihn am Lesen.
- Die Filmmusik: Neben einigen wenigen Miniaturen, die Jean Schwarz für den Film komponiert hat, setzt Godard nur jeweils in kurzen Ausschnitten, aber an verschiedenen Stellen des Films wiederholt zu hörende Stücke klassischer Musik ein. Es sind hier im Wesentlichen zu nennen das melodische Motiv von Franz Schuberts Sinfonie in h-Moll („Die Unvollendete“) sowie der Beginn des dritten Satzes von Arthur Honeggers 3. Sinfonie („Dona nobis pacem“ der „Symphonie liturgique“).[4]
- Im Abspann widmet Godard den Film den amerikanischen Regisseuren John Cassavetes, Clint Eastwood und Edgar G. Ulmer.

## Kritiken
Die New York Times verglich den Film aufgrund seiner vielschichtigen und oft undurchsichtigen Zitate mit „Alice im Wunderland.“ Time Out nannte den Film ein „Mini-Meisterwerk“. Auf Rotten Tomatoes erhielt er eine Publikumsbewertung von nur 54 %, während die Kritiker bei 91 % Zustimmung eine Bewertung von 7,5 von 10 vergaben.
Das Lexikon des internationalen Films resümierte: „Schwereloses Kino, das seine komödiantische Note aus der Unberechenbarkeit des wirklichen Lebens bezieht.“